# Будинок зодчих Зенкових
Будинок архітекторів Зенкових — будинок в Алмати, у якому проживали знамениті архітектори міста Вєрного Павло Матвійович Зенков та його син Андрій Павлович.

## Історія
Будівля була побудована наприкінці ХІХ століття і належала купцю І. Д. Лутманову. У жовтні 1888 року будинок придав міський голова Вєрного Павло Матвійович Зенков, оскільки попередній будинок сім'ї був зруйнований землетрусом 1887 року.
1915 року помер Павло Зенков, а 1916 року Андрій Павлович був мобілізований на фронт. У будинку залишилася проживати лише Євдокія Зенкова, дружина Павла Матвійовича та мати Андрія Зенкова. Вона в 1917 році продає ділянку з будинком якомусь бухарському узбеку.
Наразі в будівлі міститься Міська станція швидкої допомоги.

## Архітектура

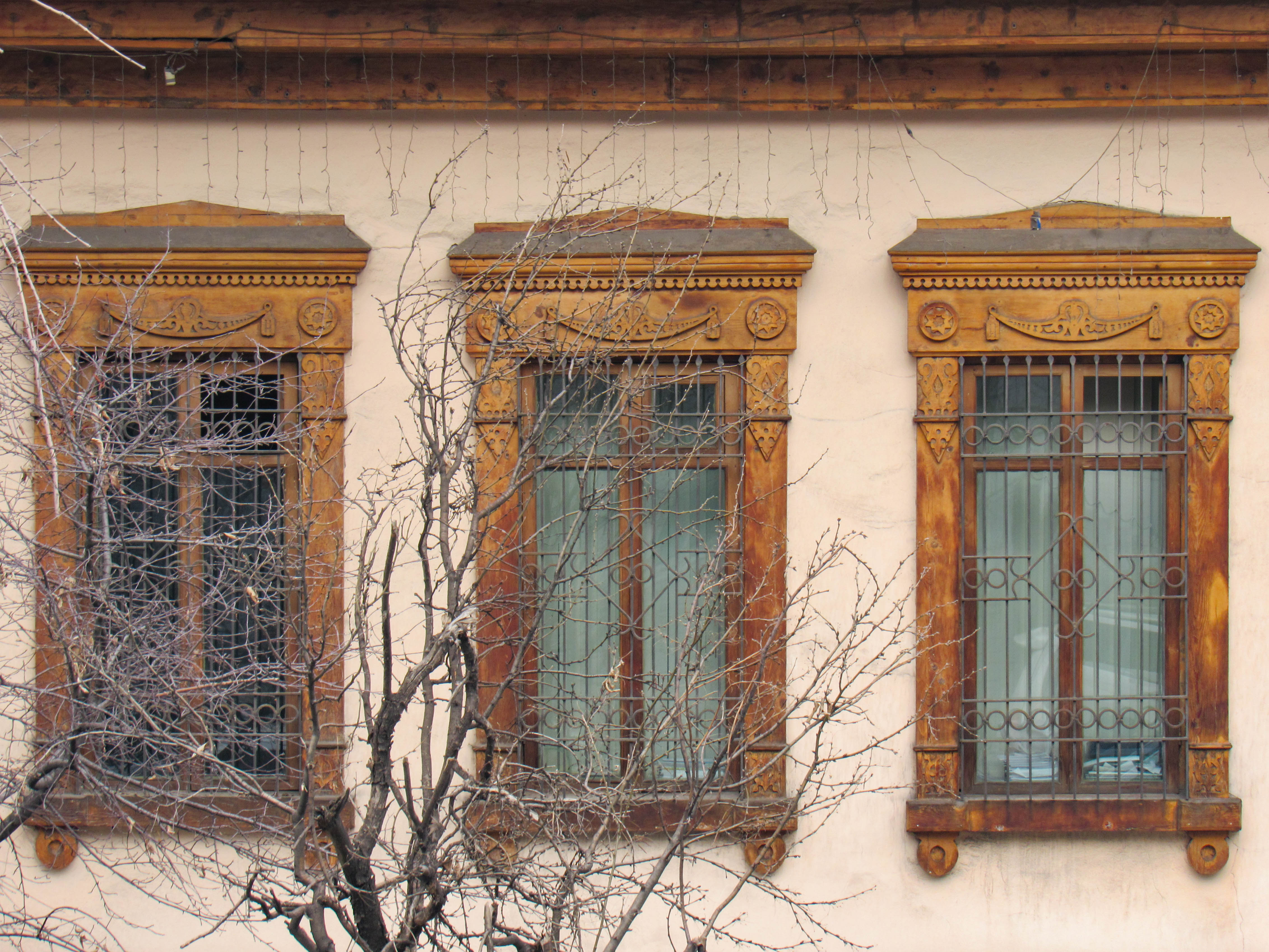
Фасадні вікна з дерев'яними лиштвами

Будова являє собою одноповерховий дерев'яний зруб із колод, побудований на кам'яному фундаменті. Вікна будинку обрамлені різьбленими дерев'яними лиштвами. Стіни оштукатурені та побілені. Планувальна композиція будівлі — коридорна.
Будівля є зразком рядової житлової забудови міста Вєрного кінця XIX століття.

## Статус пам'ятки
4 квітня 1979 року було ухвалено Рішення виконавчого комітету Алма-Атинської міської Ради народних депутатів № 139 «Про затвердження списку пам'яток історії та культури міста Алма-Ати», у якому було вказано будинок зодчих Зенкових. Рішенням передбачалося оформити охоронне зобов'язання та розробити проекти реставрації пам'яток.
26 січня 1982 року будинок було включено до списку пам'яток історії та культури республіканського значення Казахської РСР.